# Parafia Najświętszej Maryi Panny Częstochowskiej w Skokowej
Parafia Najświętszej Maryi Panny Częstochowskiej w Skokowej – rzymskokatolicka parafia pod wezwaniem Matki Boskiej Częstochowskiej w Skokowej w powiecie trzebnickim w województwie dolnośląskim, należąca do dekanatu Prusice w archidiecezji wrocławskiej.

## Liczebność i obszar parafii
Parafię zamieszkuje ok. 1700 mieszkańców. Parafia obejmuje następujące miejscowości: Borów (3,5 km), Borówek (2 km), Chodlewko (3 km), Pększyn (2 km).

## Historia parafii
Parafię erygowano w 1993 r. i od tego roku prowadzone są księgi metrykalne. Ostatnią wizytację kanoniczną przeprowadził ks. bp Jan Tyrawa w 2003 r.

## Aktualny skład duszpasterzy
Proboszcz - ks. mgr Kazimierz Czuczoła RM - od 2000 r.

## Poprzedni duszpasterze
Pierwszy proboszcz- ks. mgr Edward Jurek RM (1993-2000)

## Kościoły i kaplice mszalne
Parafia posiada neogotycką kaplice cmentarną

## Grupy działające w parafii
Żywy Różaniec, rada parafialna, Eucharystyczny Ruch Młodych, lektorzy, ministranci

## Odpust
26 sierpnia

## Nabożeństwo 40 godzinne
I tydzień Wielkiego Postu

## Wieczysta Adoracja
26 kwietnia

## Godziny Mszy św.
niedziele: 9.00, 10.30, 12.00
dni powszednie: 18.00